# Tällholmen, Borgå
Tällholmen är en ö i Finland. Den ligger i Finska viken och i kommunen Borgå i den ekonomiska regionen  Borgå i landskapet Nyland, i den södra delen av landet. Ön ligger omkring 53 kilometer öster om Helsingfors.
Öns area är 4,1 hektar och dess största längd är 340 meter i öst-västlig riktning. Ön höjer sig omkring 15 meter över havsytan.